# Casc amb ales
El casc amb ales és una icona de determinats déus o herois que apareix a la pintura i escultura relacionada amb la mitologia romana i celta. L'origen rau a les representacions del déu grec Hermes, que va passar al romà Mercuri, qui va popularitzar aquest motiu (les ales podien estar també a les sabates) amb el sentit de velocitat i moviment, com esqueia a un déu missatger. A partir del romanticisme es va associar al poble gal (com prova la simplificació d'Astèrix, que recull la imatge més estereotipada d'aquest poble). Històricament s'han trobat alguns cascs amb ales d'ús real i no iconogràfic on les ales estan fetes amb animals guerrers per transmetre la seva força al portador. Aquests cascs, però, tenien sovint un caràcter cerimonial.